# メディテラネ県

第一帝政時代の1811年に作成された、帝国南部諸県の地図

メディテラネ県(Département de Méditerranée)は、フランス第一帝政時代の1808年に創設された県。エトルリア王国がフランス帝国に併合されたことで誕生し、県都はリヴルヌ（現在のリヴォルノ）であった。1811年にエルバ島が併合され、ポルトフェライオ郡となった。県の大陸本土部分は、1814年のフォンテーヌブロー条約に従ってナポレオン・ボナパルトがエルバ島に流刑となっている間、トスカーナに返還され、県は消滅した。